# José Luis Téllez
José Luis Téllez González (* 27. April 1938 in Mexiko-Stadt) ist ein ehemaliger mexikanischer Radrennfahrer.

## Sportliche Laufbahn
Téllez war Bahnradsportler. Er war Teilnehmer der Olympischen Sommerspiele 1960 in Rom. Im Tandemrennen wurde er mit seinem Partner Luis Muciño auf dem 11. Rang klassiert.
1964 startete er erneut bei den Sommerspielen in Tokio. Im Tandemrennen schied er mit seinem Partner José Mercado in den Vorläufen aus. 
Er vertrat Mexiko auch bei den UCI-Bahn-Weltmeisterschaften sowie bei den Panamerikanischen Spielen.